# Austrophthalma raffrayi
Austrophthalma raffrayi is een keversoort uit de familie schimmelkevers (Latridiidae). De wetenschappelijke naam van de soort werd in 1966 gepubliceerd door Roger Dajoz.